# Cionosicyos pomiformis
Cionosicyos pomiformis là một loài thực vật có hoa trong họ Cucurbitaceae. Loài này được Griseb. mô tả khoa học đầu tiên năm 1860.